# 블레스더폴

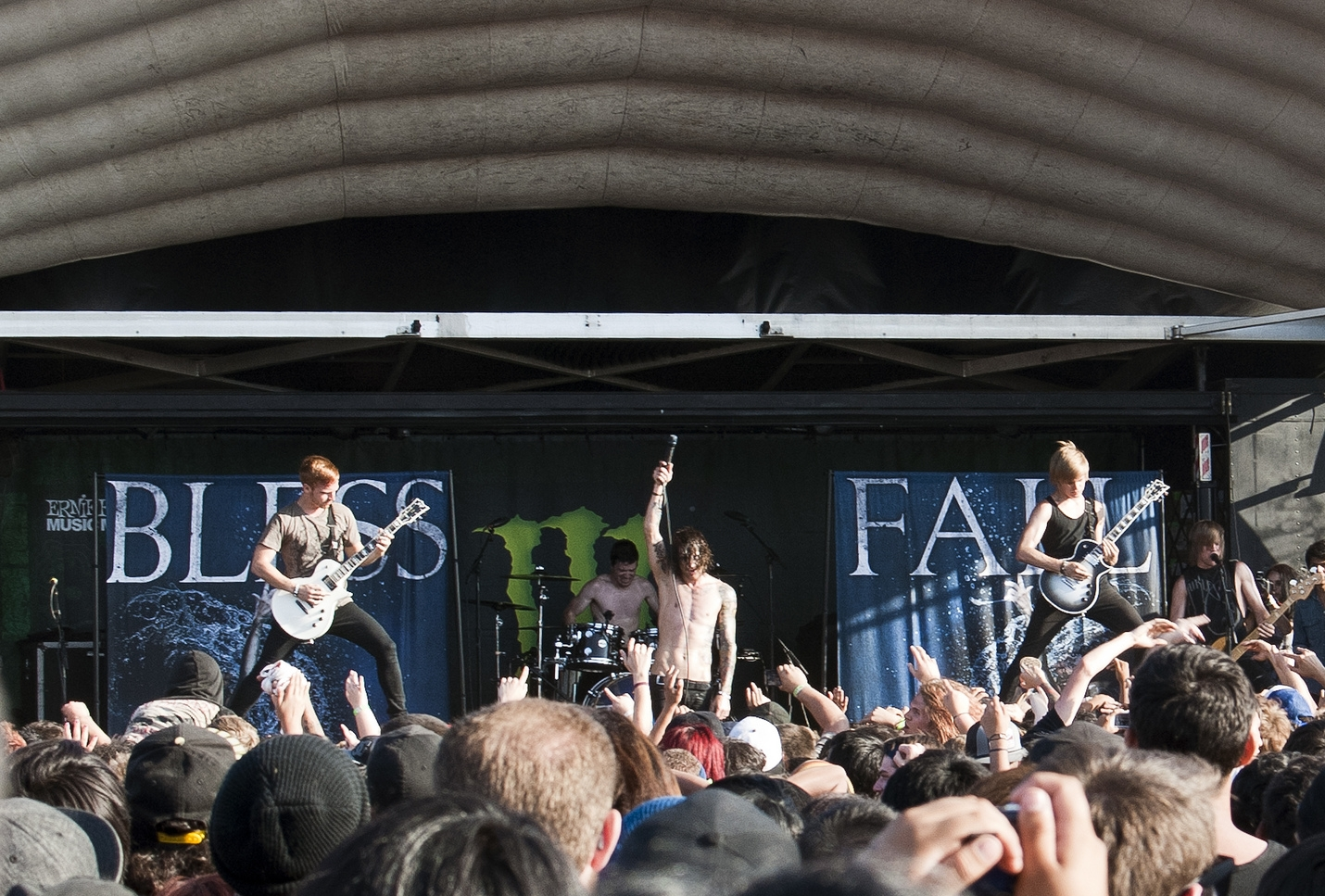
2012년

블레스더폴(Blessthefall, 2013년 이전까지는 모두 소문자 blessthefall 또는 모두 대문자 BLESSTHEFALL로 표기함)은 애리조나주 피닉스 출신의 미국 메탈코어 밴드로, 라이즈 레코드(Rise Records)와 계약했다.
이 밴드는 2004년 기타리스트 마이크 프리스비, 드러머 맷 트레이너, 베이시스트 겸 보컬리스트 자레드 워스가 결성했다. 오리지널 보컬리스트 크레이그 매빗과 함께한 데뷔 스튜디오 앨범 "His Last Walk"는 2006년 11월 7일에 발매되었다.
매빗은 2007년에 밴드를 떠나 이스케이프 더 페이트에서 로니 래드키를 대체했다. 2008년에 밴드는 보보칸(Beau Bokan)을 영구적인 새로운 보컬리스트로 발표했다. 두 번째 스튜디오 앨범인 "Witness"는 보칸과 함께 한 첫 번째 앨범으로 2009년 10월 6일에 발매되었다.
세 번째 스튜디오 앨범인 "Awakening"은 2011년 10월 4일에 발매되었다. 네 번째 스튜디오 앨범인 "Hollow Bodies"는 2013년 8월 20일에 발매되었다. "To Those Left Behind"는 밴드의 다섯 번째 스튜디오 앨범으로 2015년 9월 18일에 발매되었다. 여섯 번째 스튜디오 앨범인 "Hard Feelings"는 2018년 3월 23일에 발매되었다. 트레이너가 떠난 후 워스는 밴드의 유일한 오리지널 멤버가 되었다. 2023년 5월, 밴드는 5년 만에 첫 곡인 "Wake the Dead"를 발매하며 잠시의 휴식에서 돌아왔다.

## 음반
- His Last Walk (2006)
- Witness (2009)
- Awakening (2011)
- Hollow Bodies (2013)
- To Those Left Behind (2015)
- Hard Feelings (2018)